# Aebi Schmidt Nederland
Aebi Schmidt Nederland is een Nederlands bedrijf dat gespecialiseerd is in het maken van zout- en zandstrooiers om de wegen in de winter begaanbaar te maken. Het bedrijf werd in 1939 opgericht door Herman Klein Velderman. Hij begon als smid. In 1949 maakte hij, voor de gemeente Holten, een wegenschaaf die ook als sneeuwploeg gebruikt kon worden. Door samenwerking met Rijkswaterstaat werd deze sneeuwploeg bij meerdere overheden in gebruik genomen. Door de behoefte aan meer productieruimte werd in 1956 het bedrijf gesplitst en werd een nieuwe vestiging  in gebruik genomen. Deze startte onder de naam Universal, in 1973 werd concurrent Nido overgenomen en veranderde de bedrijfsnaam in Nido Universal Machines. In 2007 is, na de fusie met de Aebi Group, de naam gewijzigd in Aebi-Schmidt Nederland.
In de loop der jaren is het bedrijf uitgegroeid tot Europees marktleider op het gebied van sneeuwploegen, strooiers en sproeimachines, het merendeel van de in Holten geproduceerde machines wordt geëxporteerd. Naast machines voor gebruik op de openbare wegen maakt het bedrijf ook sproeimachines voor de gladheidbestrijding op luchthavens. In het verleden werden de sneeuwploegen in Holten gemaakt, maar die activiteit is een aantal jaren geleden door het zusterbedrijf in Polen (Schmidt Polska) overgenomen. Voor de Nederlandse markt hebben de strooiers en ploegen de merknaam 'Nido', voor de buitenlandse markt de merknaam 'Schmidt'.
Aebi Schmidt Nederland verkoopt niet alleen de zelf geproduceerde machines, maar ook de apparatuur die door haar zusterbedrijven geproduceerd wordt, zoals veegmachines en sneeuwploegen. De veegmachines hebben in Nederland de merknaam Schmidt.
Het bedrijf is in 2007 verhuisd naar een locatie op het industrieterrein Vletgaarsmaten. In de nieuwe fabriek worden in het hoogseizoen tot achttien strooiers per dag geproduceerd.
Het bedrijf is sinds 1983 onderdeel van de Duitse Schmidt Group. In 2007 is de Schmidt Group samen gegaan met de Zwitserse Aebi Group. Het bedrijf valt onder de Aebi Schmidt Groep, geleid door Aebi Schmidt Holding (ASH). De groep bestaat uit drie divisies, de Aebi en Schmidt fabrieksdivisies en de divisie Sales&Service, die in veertien landen een vestiging kent en zeventig importeurs aanstuurt in de rest van de wereld. De groep is ca. 1400 werknemers groot en kent een omzet van 300 miljoen euro.